# Гелена Фішер
Гелена Фішер (рос. Елена Петровна Фишер, нім. Helene Fischer, 5 серпня 1984, Красноярськ) — німецька співачка, виконавиця шлягерів, танцюристка й конферансьє. Має більш ніж 14,5 мільйонів проданих платівок, одна з найуспішніших співачок Німеччини. Отримала багато нагород як співачка. Телеведуча шоу «шоу Гелени Фішер».

## Життєпис
Гелена народилася в м. Красноярську РРФСР-СРСР у родині Петра і Марини Фішер. Має старшу сестру Еріку. Мати працювала інженеркою на кафедрі одного з вишів, а батько учителем фізкультури. Батьки Петра Фішера належать до чорноморських німців, котрі були силоміць виселені до Сибіру 1941 року, репресовані за німецьке походження. У червні 1988 року сім'я Фішерів (вона з її старшою сестрою Ерікою і батько з матір'ю), як і тисячі інших поволзьких німців емігрувала до Німеччини як «німецькі переселенці».
У Німеччині Фішери оселилися у Вельштайні (Рейнланд-Пфальц). По закінченні середньої школи Фішер завершила навчання в приватній музичній школі «Stage & Musical School» у Франкфурті-на-Майні, здобула музично-театральну освіту; хотіла стати акторкою музичного театру, але стала зіркою німецького шлягеру. Під час навчання Гелени в «Stage & Musical School» її мати копіювала демо-диск із шістьма піснями Гелени та розіслала до різних студій звукозапису для відгуків професіоналів. За тиждень з Геленою зв'язався відомий музичний менеджер Уве Кантак (нім. Uwe Kanthak), із чого почалася блискуча кар'єра співачки. Ще під час її трирічного навчання Гелена виступала на сцені Державного театру в м. Дармштадті, а також на сцені Народного театру у Франкфурті. Була прийнята в «Rocky Horror Show» та шоу «Fifty-Fifty», співала спочатку в мюзиклах.
Дебютувала на сцені 14 травня 2005 р. в одній з програм центрального телеканалу «ARD». Це був дует зі співаком Флоріаном Зільберайзеном (нім. Florian Silbereisen).
3 лютого 2006 р. вийшов перший альбом співачки «Von hier bis unendlich» з участю Жана Франкфуртера (нім. Jean Frankfurter). У наступному році випустила другий альбом — «So nah wie Du». Обидва альбоми отримують статус «золота». Третій альбом Фішер «Zaubermond» вийшов 27 червня 2008 р., четвертий — «So wie ich bin» — 9 жовтня 2009 р., і п'ятий альбом «Für einen Tag» — в 2011 р.
У березні 2014 р. була ведучою на церемонії вручення музичної премії «ECHO» 2014 року (аналога американської «Греммі»). На урочистому гала-вечорі в м. Берліні 27 березня 2014 р. виступила як ведуча, приймаючи на сцені Шакіру, Кайлі Міноуг, Боба Гелдофа й інших зірок. І тоді отримала одразу дві найвищі нагороди попмузичного «Echo» за її найкращий альбом року «Гра кольору» (нім. Farbenspiel), і в категорії «Найкращий німецькомовний шлягер».
Лише на Олімпійському стадіону міста Берліна 4 липня 2015 року було 60 000 відвідувачів на концерті з її співом.
| Статистика туру 2015 року |                    |                       |             |
| Виступ                    | Місто              | Стадіон               | Відвідувачі |
| 26 травня                 | Дюссельдорф        | «ISS Dome»            | 10 000      |
| 2 червня                  | Росток             | ДКБ-Арена             | 25 000      |
| 4-5 червня                | Гамбург            | Імтех-Арена           | 72 000      |
| 7 червня                  | Ганновер           | АВД-Арена             | 40 000      |
| 10 червня                 | Франкфурт-на-Майні | Коммерцбанк-Арена     | 36 000      |
| 13 червня                 | Мюнхен             | Олімпійський стадіон  | 55 000      |
| 15-16 червня              | Кельн              | Рейн Енергі Штадіон   | 74 000      |
| 18 червня                 | Штутгарт           | Мерседес-Бенц Арена   | 40 000      |
| 20-21 червня              | Гельзенкірхен      | Фельтінс-Арена        | 90 000      |
| 23 червня                 | Базель             | Санкт-Якоб Парк       | 32 000      |
| 25 червня                 | Нюрнберг           | Грюндіг-Штадіон       | 40 000      |
| 27-28 червня              | Лейпциг            | Ред Булл Арена        | 74 000      |
| 30 червня — 1 липня       | Відень             | Ернст-Гаппель-Штадіон | 90 000      |
| 4-5 липня                 | Берлін             | Олімпійський стадіон  | 120 000     |
| 7-8 липня                 | Дрезден            | Глюксгаз-Штадіон      | 50 000      |

## Дискографія

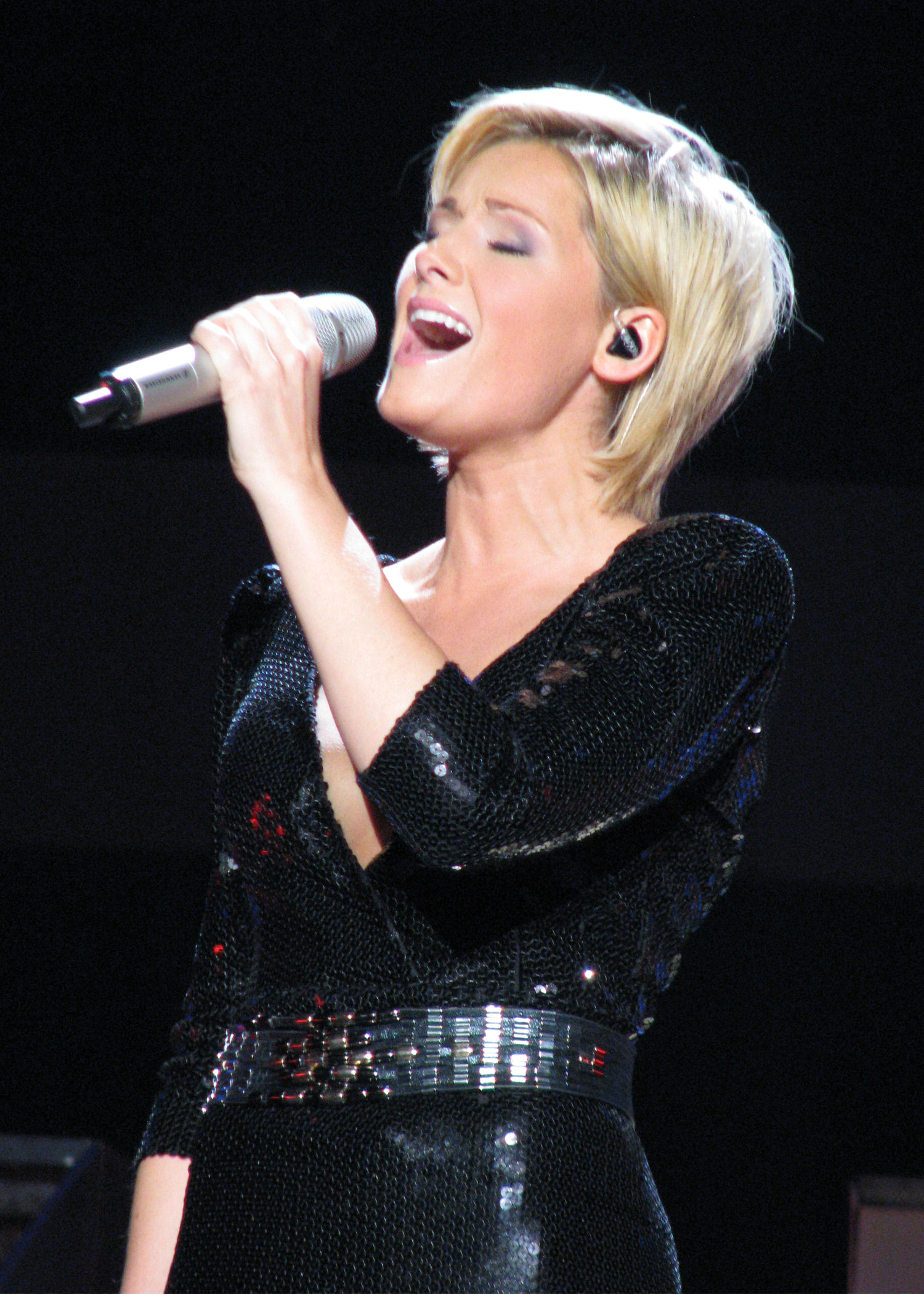
Гелена Фішер під час турне, 2010 р.

### Студійні альбоми
| Рік  | Назва                  | DE              | AT            | CH            |
| ---- | ---------------------- | --------------- | ------------- | ------------- |
| 2006 | Von hier bis unendlich | 19 (71 тиж.)    | 16 (23 тиж.)  | 49 (5 тиж.)   |
| 2007 | So nah wie du          | 5 (66 тиж.)     | 7 (62 тиж.)   | 45 (8 тиж.)   |
| 2008 | Zaubermond             | 2 (74 тиж.)     | 4 (65 тиж.)   | 7 (21 тиж.)   |
| 2009 | So wie ich bin         | 2 (37 тиж.)     | 1 (… тиждень) | 7 (30 тиж.)   |
| 2011 | Für einen Tag          | 1 (150 тиждень) | 2 (… тиж.)    | 2 (46 тиж.)   |
| 2013 | Farbenspiel            | 1 (211 тиждень) | 1 (… тиждень) | 1 (… тиждень) |
| 2015 | Weihnachten            | 1 (… тиждень)   | 1 (… тиждень) | 2 (… тиж.)    |

### Сингли

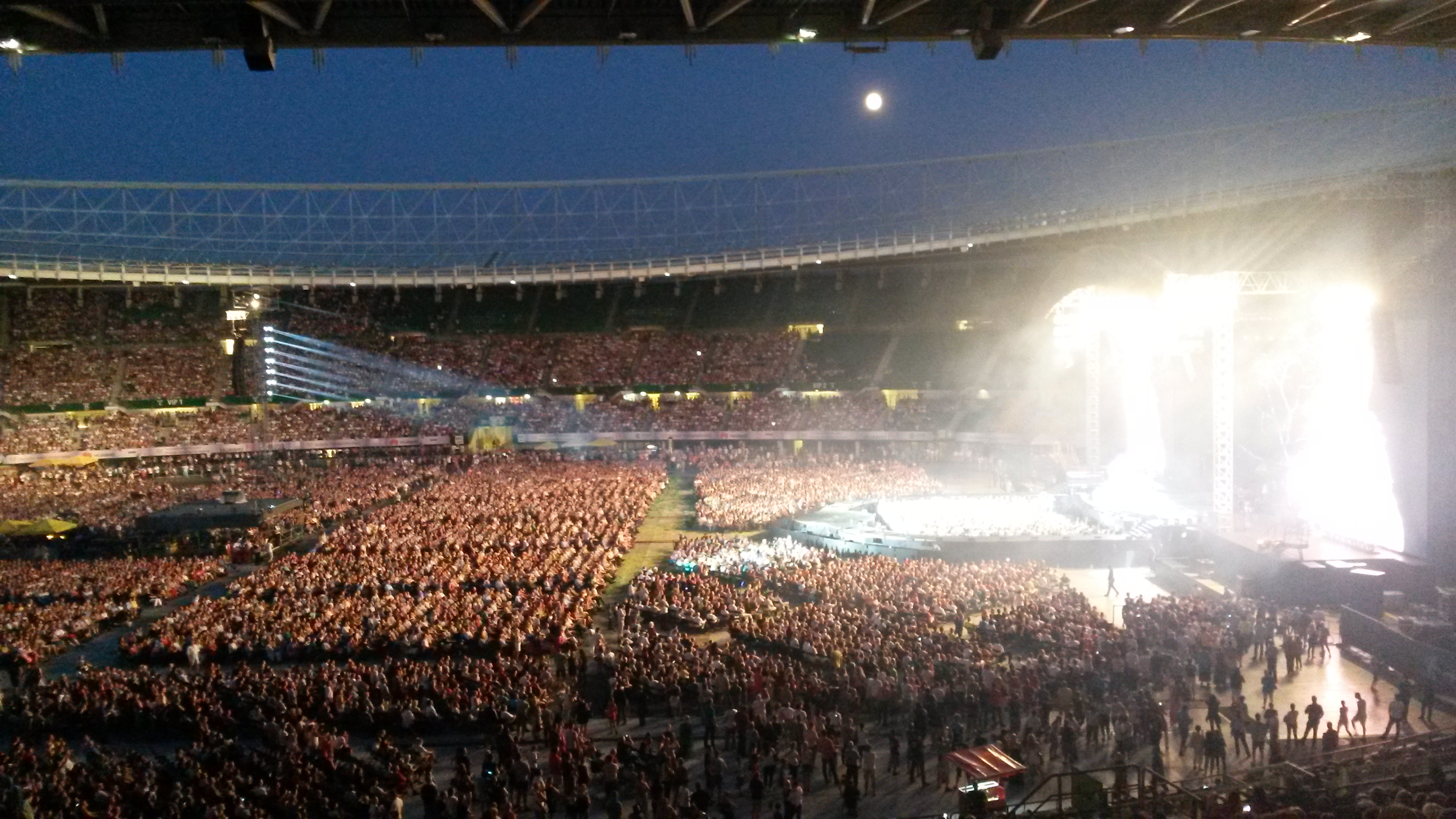
90000 осіб на концерті Гелени Фішер у Відні, 2015 р.

| Рік  | Назва                                                     | DE          | AT          | CH |
| ---- | --------------------------------------------------------- | ----------- | ----------- | -- |
| 2007 | Mitten im Paradies (Promo-Single) So nah wie du           | 79 (3 тиж.) | —           | —  |
| 2008 | Lass mich in dein Leben Zaubermond                        | 38 (9 тиж.) | —           | —  |
| 2009 | Ich will immer wieder… dieses Fieber spürn So wie ich bin | 30 (9 тиж.) | 33 (4 тиж.) | —  |

## Фільмографія
- 2013: „Судно мрії“ (серіал)
- 2015: „Місце злочину“ (серіал)

Знімалася в рекламі: для „Meggle“ (2013—2015); для „Garnier“ (2013—2014); для „Volkswagen“ (2014); для „Tchibo“ (2014—2015).

## Нагороди і премії

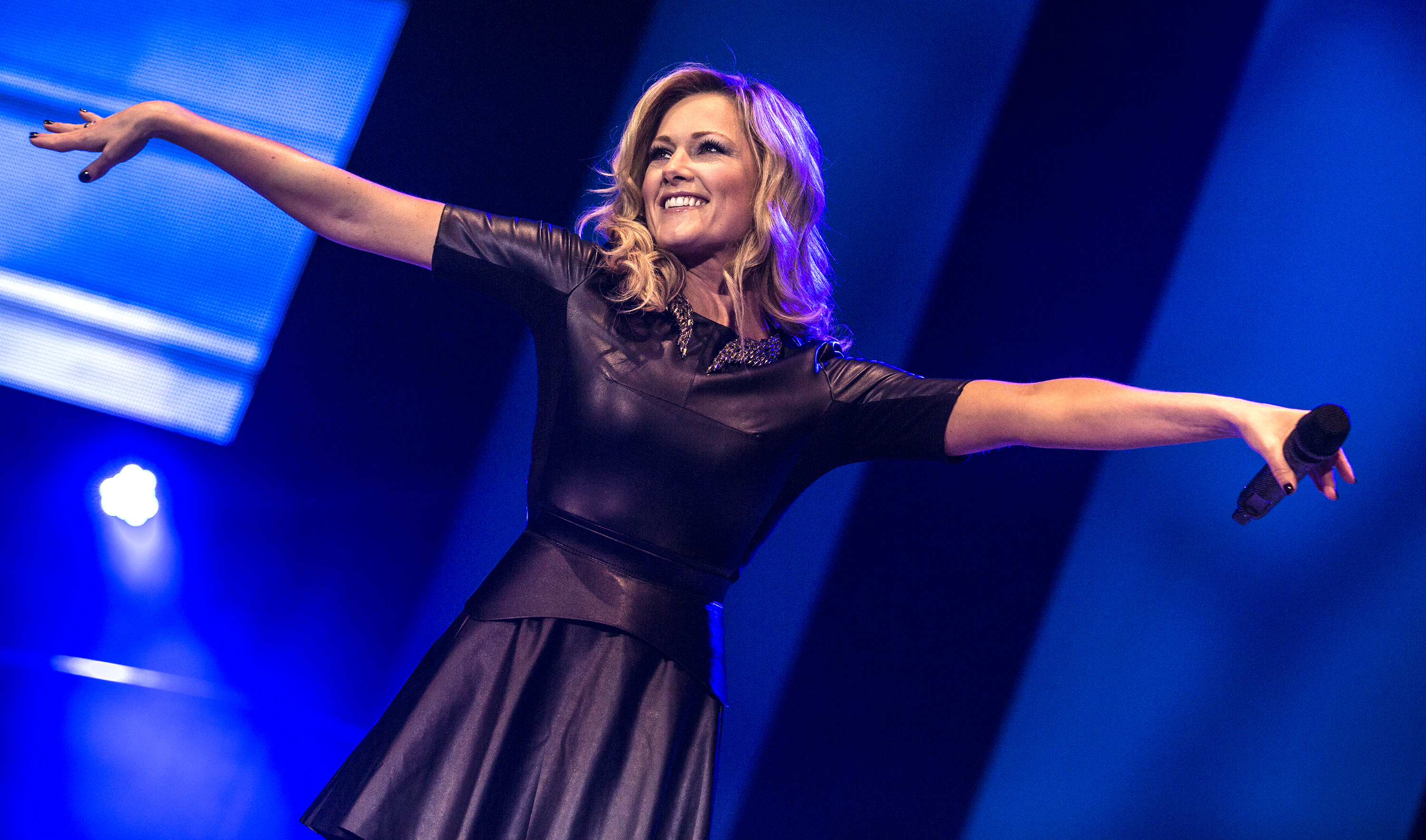
Гелена Фішер на концерті у м. Франкфурті, 2013 р.

- У 2008 р. — Корона народної музики[de][6];
- у 2009 р. — Корона народної музики[de];
- у 2010 р. — Корона народної музики[de];
- у 2012 р. — Корона народної музики[de];
- у 2012 р. — медаль Святого Георгія;
- у 2012 р. — Золота Камера;
- у 2013 р. — Бамбі;
- у 2014 р. — Бамбі;
- у 2014 р. — „World Music Awards“;
- у 2014 р. — Австрійська кінопремія «Ромі»[de];
- у 2015 р. — Баварська премія Телебачення[de];
- у 2016 р. — Золота Камера;
- у 2009, 2010, 2012, 2013, 2014, 2015, 2016 рр. — ECHO[de]»

| Країна    | Золотий диск | Платиновий диск |
| --------- | ------------ | --------------- |
| Німеччина | 32           | 11              |
| Австрія   | 0            | 9               |
| Швейцарія | 6            | 1               |
| Данія     | 1            | 0               |
| Підсумок: | 39           | 21              |